# Cestrum bigibbosum
Cestrum bigibbosum är en potatisväxtart som beskrevs av Henri François Pittier. Cestrum bigibbosum ingår i släktet Cestrum och familjen potatisväxter. Inga underarter finns listade i Catalogue of Life.